# Buddy Holly

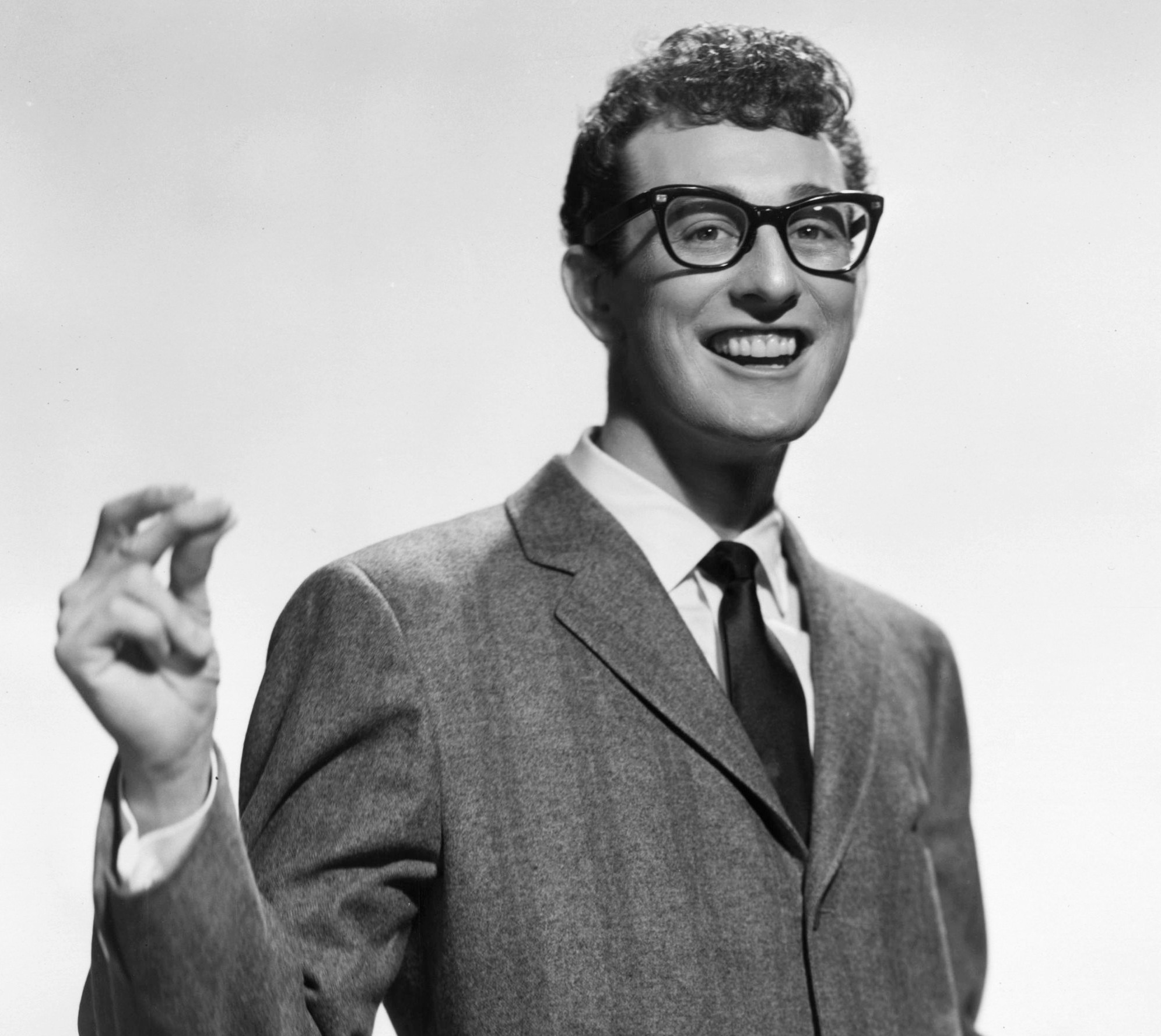
Buddy Holly auf einem Werbebild für Brunswick Records

Buddy Holly, Künstlername von Charles Hardin Holley (* 7. September 1936 in Lubbock, Texas; † 3. Februar 1959 bei Clear Lake, Iowa), war ein US-amerikanischer Rock-’n’-Roll-Musiker und -Songschreiber. Zu seinen bekanntesten Songs gehören That’ll Be the Day, Peggy Sue, Oh Boy!, Everyday und It Doesn’t Matter Anymore.

## Biografie
Geboren und aufgewachsen in Lubbock im westlichen Texas trat Buddy Holly (damals noch mit bürgerlichem Nachnamen Holley) bereits im Alter von 13 Jahren bei kleineren Veranstaltungen auf. Er war das jüngste von vier Kindern und entstammte einer musikalischen Familie. Mit 15 Jahren spielte er bereits Gitarre, Banjo und Mandoline und bildete mit seinem Freund Bob Montgomery das Duo „Buddy and Bob“.

### Anfänge
In diese Zeit fallen auch seine ersten Versuche als Songschreiber mit Montgomery sowie ab 1952 zahlreiche Demo-Aufnahmen eigener Kompositionen der beiden. 1954 und 1955 hielten sie sogar Sessions im Nesman Recording Studio in Wichita Falls, Texas ab, wo unter anderem die Montgomery-Kompositionen Gotta Get You Near Me Blues, Soft Place in My Heart und Door to My Heart aufgenommen wurden. Ab 1955 spielten sie mit dem Bassisten Larry Welborn zusammen, der bald von Jerry Allison am Schlagzeug unterstützt wurde. Anfang des Jahres trat das Duo als Vorgruppe von Elvis Presley und Bill Haley auf, was einen bleibenden Eindruck auf den jungen Holly hinterließ. In dieser Zeit wurde er stark vom Blues und Rhythm and Blues beeinflusst und war der Meinung, dass diese beiden Genres mit Country-Musik vereinbar seien. Holly und Montgomery nannten ihre Musik daher auch „Western & Bop“.
Im Herbst 1955 verließ Montgomery, der mehr in Richtung traditioneller Country-Musik tendierte, das Duo, komponierte aber weiterhin Songs mit Holly. Dieser spielte daraufhin weiter mit Allison und Welborn sowie mit Gitarrist Sonny Curtis und Bassist Don Guess. Zusammen mit Ben Hall traten Holly und die Band auch bei den Radiosendern KSEL und KDAV auf.

### Erste Erfolge
Buddy Hollys professionelle Karriere begann Ende 1955, als er von dem Talentsucher Jim Denny entdeckt wurde. Am 7. Dezember 1955 wurden im Nesman Recording Studio Demo-Aufnahmen gemacht, die zu Decca Records geschickt wurden. Seine ersten Aufnahmen für Decca Records sang Holly am 26. Januar 1956 unter Zeitdruck ein. Es begleiteten ihn Sonny Curtis an der E-Gitarre, der Studiomusiker Grady Martin an der Gitarre, Don Guess am Kontrabass und Jerry Allison am Schlagzeug. Aus dieser Session wurden das von Holly und Sue Parrish komponierte Love Me sowie Ben Halls Blue Days – Black Nights veröffentlicht. Das Billboard Magazine urteilte in seiner Ausgabe vom 21. April 1956 wie folgt über Love Me: Cedarwood succumbs to rock and roll, too. If the public will take more than one Presley or Perkins, as it well may, Holly stands a strong chance. Die B-Seite wurde ähnlich gut bewertet: Warbler, tune, guitar, etc., are patterned very closely after Elvis Presley. Good material and fine production on both sides. Should do fine. Trotz der vielversprechenden Voraussagen von Billboard erreichte die Single nicht die Charts.
1956 spielten Buddy Holly und seine Band entweder in Bradley’s Studio A oder in Norman Pettys Studio in Clovis, New Mexico zahlreiche weitere Songs ein, darunter die erste Version von dem späteren Hit That’ll Be the Day. Diese Version, die deutlicher dem Rockabilly entsprach, wurde von Decca jedoch zurückgehalten, da man aufgrund von Hollys heiserer Stimme und einem zu dominanten Echo-Effekt mit der Aufnahme unzufrieden war. Ende 1956 veröffentlichte Decca Hollys zweite Single Modern Don Juan zusammen mit You Are My One Desire. Aufgrund des fehlenden Erfolges verlor Decca im weiteren Verlauf des Jahres das Interesse an einer Zusammenarbeit und verlängerte den Vertrag nicht.
Holly suchte daraufhin nach einem für seine musikalischen Ideen geeigneten Produzenten. Seit dem Frühjahr hatten er und seine Band in Norman Pettys Studio zahlreiche Demobänder aufgenommen, und fortan entwickelte sich aus der Zusammenarbeit mit Petty eine neue Perspektive für die Band. Gitarrist Sonny Curtis wurde Ende 1956 gegen Niki Sullivan ausgewechselt, während Don Guess erst von Larry Welborn am Bass vertreten und später im Frühjahr 1957 durch Joe B. Mauldin ersetzt wurde. Am 25. Februar 1957 spielten Holly am Mikrofon und an der E-Gitarre und seine Band, bestehend aus Larry Welborn am Bass und Jerry Allison am Schlagzeug, erneut das Stück That’ll Be the Day ein, das Petty für vielversprechend hielt. Die Titelzeile entnahm Holly dem im Vorjahr erschienenen sehr erfolgreichen John-Ford-Western The Searchers (deutsch: Der Schwarze Falke), in welchem Hauptdarsteller John Wayne diesen Ausspruch mehrmals tätigt (deutsch: „Der Tag wird kommen“). Als B-Seite wurde Hollys Eigenkomposition I’m Looking for Someone to Love aufgenommen. Diese Aufnahmen waren zunächst nicht zur Veröffentlichung gedacht, gelangten aber dennoch in die Produktion und auf den Markt, da man sie für Master-Bänder hielt.
Durch Murray Deutsch, einen befreundeten Verlagsmitarbeiter Pettys, gelangten die Bänder zu Bob Thiele, einem leitenden Angestellten von Coral Records, der ebenfalls Potenzial in den Aufnahmen sah. Jedoch gab es vor der Veröffentlichung einige Hürden: Hollys Decca-Vertrag erlaubte es ihm nicht, Stücke einzuspielen, die er bereits für Decca aufgenommen hatte. Zudem war Coral ein Tochterunternehmen von Decca, so dass die Veröffentlichung der Single schnell hätte gestoppt werden können. Trotz alledem konnte Thiele sich durchsetzen und That’ll Be the Day mit I’m Looking for Someone to Love im Mai 1957 auf Brunswick Records erscheinen, einem weiteren Tochterlabel von Decca, das sich eher auf Jazz und Rhythm and Blues konzentrierte. Jedoch wurde die Platte unter dem Bandnamen The Crickets veröffentlicht, um Hollys Mitarbeit zu verschleiern und Decca zu täuschen. Auf den Namen für die Band sollen alle gemeinsam gekommen sein, weil über den Aufnahmen von leisen Musikpassagen in Pettys kleinem Studio immer das Zirpen von Grillen (engl. crickets) zu hören war. Trotz der Namensänderung wurde Decca darauf aufmerksam, so dass sich ein Rechtsstreit anbahnte.

### Durchbruch
Im Sommer 1957 zeigte sich, dass Thiele recht behalten sollte und That’ll Be the Day zu einem Hit wurde. Nach einer guten Bewertung von Billboard im Juni („Fine vocal by the group on a well-made side that should get play. Tune is a medium-beat rockabilly. Performance is better than material.“) erreichte der Song Platz eins der Billboard Hot 100. Zu diesem Zeitpunkt wusste Decca bereits, dass Holly der Sänger war, konnte sich jedoch von Bob Thiele überzeugen lassen, ihn aus seinem Vertrag zu entlassen. Gleichzeitig veröffentlichte man nun auch die ältere, 1956 eingespielte Version von That’ll Be the Day, um vom Erfolg Hollys zu profitieren.
Da Petty vom kommerziellen Erfolg seiner Schützlinge überzeugt war, schlug er vor, spätere Schallplatten zweigleisig zu veröffentlichen. Thiele stimmte zu, und Holly bekam einen separaten Plattenvertrag mit Coral Records, so dass nun folglich Aufnahmen bei Brunswick unter dem Namen The Crickets und bei Coral unter Hollys Namen veröffentlicht wurden. Petty wurde zeitgleich mit dem Erfolg von That’ll Be the Day auch Manager der Crickets. In ihm hatte Holly zudem jemanden gefunden, der für innovative Studioexperimente offen war. Holly arbeitete zum Beispiel gerne mit der Technik des Overdubbing oder ersetzte, wie auf Everyday zu hören ist, das Schlagzeug durch das Schlagen der Hände auf die Oberschenkel und ein Glockenspiel.
Die nächste erfolgreiche Produktion folgte am 29. Juni 1957 in Pettys Studio mit Peggy Sue. Veröffentlicht im späten Sommer desselben Jahres, erschien der Song zusammen mit Everyday nun unter Hollys Namen auf dem Coral-Label und erreichte im Anschluss Platz drei der Billboard-Charts. Fast auf Anhieb waren That’ll Be the Day und Peggy Sue im Sommer 1957 weltweite Erfolge geworden. Es folgten erfolgreiche Tourneen und mehrere Fernsehauftritte in den Vereinigten Staaten und in Großbritannien.
1958 heiratete Buddy Holly Maria Elena Santiago (* 1932), der er schon zur ersten Verabredung einen Heiratsantrag gemacht hatte. Kurz darauf trennte er sich von den Crickets und Norman Petty. Die anderen Gruppenmitglieder erhielten von ihm die Namensrechte und konnten somit weiterhin unter dem Namen Crickets auftreten. 1958 erschienen mit It’s So Easy und Think It Over noch zwei Crickets-Singles mit Buddy Holly. Als Solokünstler veröffentlichte Holly im selben Jahr Rave On, Early in the Morning und Well … All Right. Im Sommer 1958 erwarb Holly eine eigene Bandmaschine und produzierte seine Musik-Demos fortan selbst. Er plante, Schauspielunterricht zu nehmen, ein eigenes Musikstudio zu bauen, und begann als unabhängiger Produzent andere Künstler zu fördern. Im Oktober 1958 nahm Holly in New York vier Stücke mit Orchesterbegleitung auf: True Love Ways, Moondreams, Raining in My Heart und It Doesn’t Matter Anymore.
Im Dezember 1958 und Januar 1959 bereitete sich Holly auf ein neues Album vor und komponierte eine Reihe von Liedern, von denen er Demoversionen aufnahm, so die Stücke Peggy Sue Got Married, That’s What They Say, Crying Waiting Hoping und Learning the Game. Im Januar 1959 begann er mit seiner neuen Band (zu der auch der Bassist Waylon Jennings gehörte) eine US-Tournee mit anderen bekannten Künstlern, darunter Ritchie Valens, The Big Bopper (Künstlername von Jiles Perry Richardson) und Frankie Sardo. Sein letztes Konzert spielt er am Abend vor seinem Tod im „Surf Ballroom“ in Clear Lake (Iowa).

### Tod

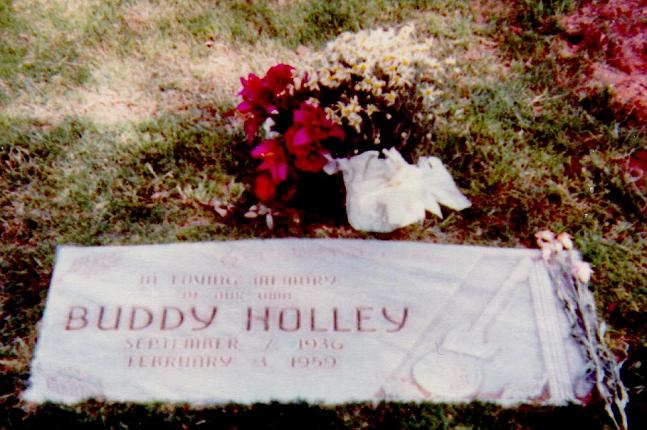
Hollys Grab

Am 3. Februar 1959 starben Holly, Valens und The Big Bopper auf dem Weg zu einem Auftritt in Moorhead bei einem Flugzeugabsturz in der Nähe von Mason City. Die Unfallursache war vermutlich ein Instrumentenablesefehler des Piloten Roger Peterson, der dabei ebenfalls ums Leben kam.
1971 setzte Don McLean diesem Unglück in seinem Lied American Pie ein Denkmal, als er diesen Tag mit der Textzeile „The Day the Music Died“ den Tag nannte, „an dem die Musik starb“.
Die beim Absturz verstreuten Habseligkeiten, darunter Hollys blutige FAOSA-Brille, wurden von der Bundespolizei sichergestellt, um die Absturzursache klären zu können. Sie gerieten in Vergessenheit und wurden den Familien der Absturzopfer erst Jahre später übergeben. Die laufende Tournee wurde von Jimmy Clanton und Frankie Avalon beendet. Holly wurde vier Tage später in seiner Heimatstadt beigesetzt. Am 24. April 1959 erreichte sein Song It Doesn’t Matter Anymore die Spitze der britischen Charts und blieb dort drei Wochen lang. 1986 wurde Holly posthum in die Rock and Roll Hall of Fame aufgenommen.

## Equipment
Die Gitarre, mit der Buddy Holly meistens in Verbindung gebracht wird, ist die Fender Stratocaster. Er besaß fünf verschiedene Exemplare, von denen ihm die meisten kurz nach ihrem Erwerb gestohlen wurden. An akustischen Gitarren setzte er eine Gibson J-45, eine Gibson „Jumbo“, sowie eine Guild Navarre ein.
Holly verwendete auf der Bühne und im Studio ausschließlich Verstärker von Fender. Anfangs benutzte er einen Fender Pro, später wechselte er zum deutlich stärkeren Fender Bassman, der Pro kam aber noch bei kleineren Gigs zum Einsatz. Kurz vor seinem Tod bekam er von Fender zwei „Twin“-Verstärker im Zuge eines Endorser-Vertrages geschenkt. Als Mikrofon setzte er live oft ein Shure 55 ein, im Studio dagegen ein Modell von Telefunken.

## Postumer Ruhm

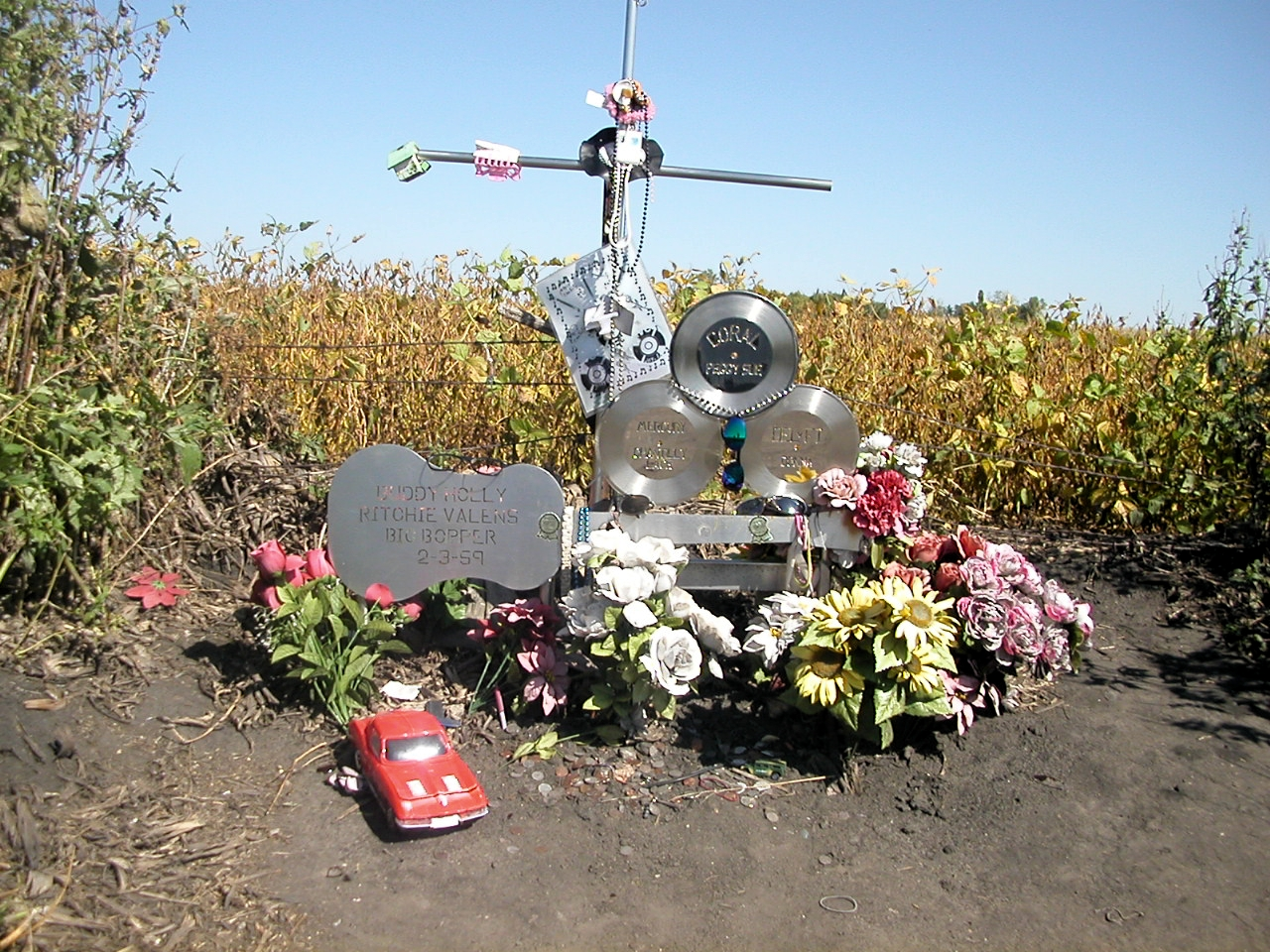
Denkmal an der Absturzstelle

Hollys Heimatstadt Lubbock reagierte erst spät auf die Tatsache, dass sie einen der herausragendsten Künstler der Rock-’n’-Roll-Epoche hervorgebracht hat. Inzwischen gibt es in Lubbock einen Buddy Holly Park, eine Buddy Holly Avenue und das Buddy Holly Center. Dort ist ein Museum entstanden, das einerseits viele Erinnerungsstücke zum Thema Buddy Holly zeigt, andererseits aber auch Begegnungsstätte für Fans zu verschiedenen Anlässen ist. Ferner gibt es in Lubbock eine Themenstadtführung und eine Buddy-Holly-Statue. Sein Grab auf dem Friedhof in Lubbock ist eine Pilgerstätte für Fans.
An der Absturzstelle des Flugzeuges, einer damals zwölf Jahre alten Beechcraft Bonanza, in der Holly, seine Freunde und der Pilot Roger Peterson starben, ließ Holly-Fan Ken Paquette ein Edelstahlmonument aufstellen, das aus einer Gitarre und drei Schallplatten besteht. 1988 gab die Deutsche Bundespost eine Buddy-Holly-Briefmarke heraus.
Am 7. September 2011 wurde Holly mit einem Stern auf dem Hollywood Walk of Fame geehrt. An der Zeremonie nahmen unter anderem Hollys Witwe sowie Phil Everly teil.
Der Rolling Stone listete Holly auf Rang 13 der 100 größten Musiker, auf Rang 29 der 100 größten Songwriter, auf Rang 48 der 100 größten Sänger und auf Rang 80 der 100 größten Gitarristen aller Zeiten. Damit ist er einer von acht Künstlern, die in allen diesen vier Listen vertreten sind.

### Gedenkveranstaltungen
Jedes Jahr finden zahlreiche Gedenkveranstaltungen statt, wie beispielsweise die Buddy Holly Week, die Paul McCartney organisiert hatte oder die Winter Dance Party, die alle Stationen Hollys letzter Tournee einbezieht und im Surf Ballroom in Clear Lake (Iowa) endet, wo sein letzter Auftritt stattfand. Auch das Clovis Music Festival und die Fifties in February erinnern an Buddy Holly.

### Film, Musical und Tribute-Shows
Buddy Hollys Leben wurde verfilmt, wofür Gary Busey für einen Oscar nominiert wurde. Die Geschichte wurde als Musical u. a. am Broadway und im Theater im Hafen Hamburg sowie im Colosseum Theater in Essen aufgeführt. Weitere Produktionen sind Shows wie A Tribute to Buddy und die Buddy Holly Rock ’n’ Roll Show.

## Reminiszenzen anderer Künstler
Nach seinem Tod widmeten sich auch andere Künstler dem Thema Buddy Holly: Die Ärzte sangen über Buddy Hollys Brille, Bernd Begemann den Titel Buddy, nimm lieber den Bus, und Weezer schrieben einen Tribut-Song namens Buddy Holly. Weitere Stücke über Holly sind Eddie Cochrans Three Stars, Mike Berrys Tribute to Buddy Holly, Alvin Stardusts I Feel Like Buddy Holly, das von Mike Batt geschrieben wurde, Gyllene Tiders schwedischer Song Ska vi älska så ska vi älska till Buddy Holly oder Garland Jeffreys Hail Hail Rock'n'Roll.
Der Flugzeugabsturz, bei dem Holly ums Leben kam, wird im Song American Pie von Don McLean besungen.
Graham Nash nannte die Bewunderung für Buddy Holly als einen Grund für die Wahl des Bandnamens The Hollies.
2011 kam zum 75. Geburtstag eine CD Listen To Me: Buddy Holly mit Coverversionen seiner Lieder von bekannten Musikern wie Brian Wilson, Ringo Starr und Chris Isaak heraus.
Terry Pratchett würdigt die Bedeutung von Buddy Holly für die Rock-’n’-Roll-Musik in seinem Roman Rollende Steine durch die Figur Imp y Celyn, deren Name so viel wie „Bud of the Holly“ (Knospe der Stechpalme) bedeutet.
In seiner Nobelpreisrede würdigte Bob Dylan die Bedeutung Hollys für sein Werk und Leben.
Der deutsche Künstler Schmyt veröffentlichte 2022 ein Lied mit dem Titel Buddy Holly.

## Werk

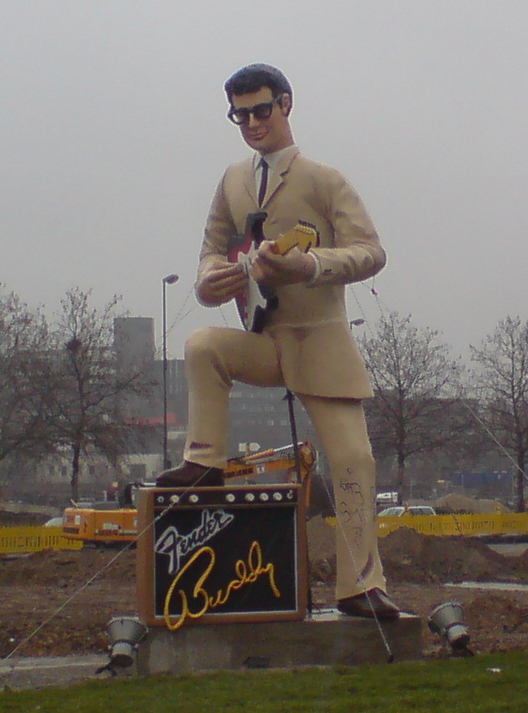
Buddy Holly als Statue zum gleichnamigen Musical auf dem Berliner Platz in Essen

Sein Einfluss auf die Entwicklung der Rockmusik war beträchtlich. Er war der erste erfolgreiche Musiker, der die Standard-Formation einer Rockband mit Leadgitarre, Rhythmusgitarre, Bass und Schlagzeug etablierte, was die Band The Beatles so übernahm. Paul McCartney erwarb alle Verlagsrechte an Buddy Hollys Kompositionen, und bei der Welt-Tournee 1994/1995 eröffnete Rockband The Rolling Stones jedes Konzert mit dem Holly-Stück Not Fade Away, das sie 1964 schon als Single veröffentlicht hatten. Die Beatles (damals noch unter dem Namen The Quarrymen), welche Buddy Holly zunächst für einen schwarzen amerikanischen Musiker gehalten haben, nahmen 1958 für eine selbstproduzierte Single Buddy Hollys größten Hit, That’ll be the Day (veröffentlicht auf der Beatles Anthology), auf. Sie erklärten, dass die ersten 40 Titel, die sie komponiert hatten, unter dem direkten Einfluss von Buddy Hollys Musik geschrieben wurden.
Buddy Holly schrieb fast alle seine Stücke selbst, von denen viele musikalisch anspruchsvoller waren als andere Titel dieser Zeit. Seine Stücke wurden auch von anderen Musikern nachgespielt. Einer der ersten war Bobby Vee, der beim Konzert am Tag des Unglücks für Buddy Holly einsprang und dessen Titel sang. Erfolgreich war auch Linda Ronstadt mit ihrer Fassung von That'll Be the Day. Das Lied Peggy Sue Got Married lieferte den Titel für den gleichnamigen Film Peggy Sue hat geheiratet mit Kathleen Turner.
Im Studio griff Holly oft auf die Technik des Overdubbings zurück, das heißt, er fügte eine oder mehrere Tonaufnahmen über eine bereits bestehende Tonaufnahme hinzu. Damit konnte Holly mit sich selbst im Duett singen; beispielhaft für diese Aufnahmetechnik ist der Titel Words of Love. Zudem war Holly nach der Trennung von den Crickets und Norman Petty der erste erfolgreiche Independent-Musiker, der seine Stücke unabhängig von Plattenfirmen selbst produzierte.
Buddy Holly war ein sehr produktiver Künstler, was das Schreiben und Aufnehmen betraf, wenn meist auch nur in Form von Demoaufnahmen. So nahm er zwischen 1953 und 1959 zahlreiche Stücke privat (Good Rockin’ Tonight, Rip It Up, Blue Suede Shoes, Two Timin’ Woman, Wait Till the Sun Shines Nellie, Smokey Joe’s Cafe), im Studio (Love’s Made a Fool of You, Baby Won’t You Come Out Tonight, Because I Love You, Bo Diddley, Brown Eyed Handsome Man) oder auch nicht verwendete Master (Reminiscing, Come Back Baby, That’s My Desire) auf, was viel Raum für jahrelange Veröffentlichungen, überarbeitet und in der Rohfassung, gab. So wurden 1959/1960 sechs Eigenkompositionen, die Holly als Demos aufgenommen hatte, überarbeitet und veröffentlicht. Seit 1962 erschienen regelmäßig Alben von Holly mit Aufnahmen, die Norman Petty nachträglich mit mehr oder weniger Erfolg kommerzialisierte. Diese Aufnahmen erschienen auf den Alben Showcase, Giant, Holly in the Hills, It Doesn’t Matter Anymore und Reminiscing. Ab den 1980ern erschienen immer mehr Bootlegs mit den Originalfassungen der Stücke. Außerdem hatte Buddy Holly ab 1953 immer wieder als Gastmusiker bei Aufnahmen anderer Künstler mitgewirkt.

### Posthume Veröffentlichungen
Auch lange nach dem Tod des Künstlers existiert eine treue Fangemeinde, die weiter mit seiner Musik lebt. Die anhaltende Bedeutung Hollys zeigt sich in regelmäßigen Wiederveröffentlichungen seiner Werke. Neben den LPs, CDs und MCs, die schon seit Jahrzehnten in Fankreisen kursieren, hat das Medium DVD bereits einen großen Stellenwert eingenommen. Alte Aufnahmen aus dem US-Fernsehen, der Film Die Buddy Holly Story oder auch Gedenksendungen sind mittlerweile erhältlich.
Im Oktober 2004 kam eine CD mit dem Titel: Stay all night – The Country Roots of Buddy Holly auf den Markt. Im Juni 2005 brachte die Firma Universal Music eine DVD mit CD heraus: The Music of Buddy Holly and the Crickets, die die Karriere des Rock-’n’-Roll-Pioniers in Bild und Ton nachzeichnet. Im September 2007 veröffentlichte die Firma Rollercoaster Records eine 2-CD-Box mit dem Titel Ohh, Annie!, auf der durch Zufall entdeckte, bisher unveröffentlichte Aufnahmen von Buddy Holly aus dem Jahr 1956 neben den bekannteren in technisch verbesserter Tonqualität enthalten sind.
Kurz vor seinem Tod hatte Holly in seinem New Yorker Apartment auf Tonband die „Apartment Tapes“ aufgezeichnet. Nur von seiner Gibson-Akustikgitarre begleitet, erlebt man hier den Sänger unplugged. Diese Titel wurden offiziell nur auf einer 9-LP-Box veröffentlicht, nie auf CD. Dies öffnete einem grauen Markt Tür und Tor; es kursierten unzählige Pressungen, auf denen die Lieder veröffentlicht wurden. Erst 2009 schloss Geffen Records mit Not Fade Away: The Complete Studio Recordings And More mit CDs und Buch diese Lücke.

## Diskografie

### Singles
| Jahr          | Titel (A-Seite / B-Seite)                           | Kat. Nr.      |
| Decca Records | Decca Records                                       | Decca Records |
| ------------- | --------------------------------------------------- | ------------- |
| 1956          | Love Me / Blue Days – Black Nights                  | 9-29854       |
| 1956          | Modern Don Juan / You Are My One Desire             | 9-30166       |
| 1957          | That’ll Be the Day / Rock Around with Ollie Vee     | 9-30434       |
| Coral Records |                                                     |               |
| 1957          | Mailman, Bring Me No More Blues / Words of Love     | 9-61852       |
| 1957          | Peggy Sue / Everyday (UK: Silber)                   | 9-61885       |
| 1958          | I’m Gonna Love You Too / Listen to Me               | 9-61947       |
| 1958          | Rave On / Take Your Time                            | 9-61985       |
| 1958          | Early in the Morning / Now We’re One                | 9-62006       |
| 1958          | Well … All Right / Heartbeat                        | 9-62051       |
| 1959          | It Doesn’t Matter Anymore / Raining in My Heart     | 9-62074       |
| 1959          | Peggy Sue Got Married / Crying, Waiting, Hoping     | 9-62134       |
| 1960          | That Makes It Tough / True Love Ways                | 9-62210       |
| 1962          | Reminiscing / Wait Till the Sun Shines Nellie       | 62329         |
| 1963          | Bo Diddley / True Love Ways                         | 62352         |
| 1963          | Brown-Eyed Handsome Man / Wishing                   | 62369         |
| 1964          | Rock Around with Ollie Vee / I’m Gonna Love You Too | 62390         |
| 1965          | Slippin’ and Slidin’ / What to Do                   | 62448         |
| 1966/1967     | Rave On / Early in the Morning                      | 62554         |
| 1967          | You’re the One / Love Is Strange                    | 62558         |

### Alben
- 1957: The „Chirping“ Crickets
- 1958: Buddy Holly
- 1958: That’ll Be the Day

#### Posthum erschienene Alben
- 1959: The Buddy Holly Story
- 1960: The Buddy Holly Story Vol. 2
- 1963: Reminiscing
- 1964: Showcase
- 1965: Holly in the Hills
- 1966: It Doesn’t Matter Anymore
- 1969: Giant
- 2009: Buddy Holly – The Legend Raves On
- 2018: True Love Ways (mit dem Royal Philharmonic Orchestra)

## Chartplatzierungen

### Alben
| Jahr | Titel                                                                 | Höchstplatzierung, Gesamtwochen, AuszeichnungChartplatzierungen (Jahr, Titel, Platzierungen, Wochen, Auszeichnungen, Anmerkungen) | Höchstplatzierung, Gesamtwochen, AuszeichnungChartplatzierungen (Jahr, Titel, Platzierungen, Wochen, Auszeichnungen, Anmerkungen) | Höchstplatzierung, Gesamtwochen, AuszeichnungChartplatzierungen (Jahr, Titel, Platzierungen, Wochen, Auszeichnungen, Anmerkungen) | Höchstplatzierung, Gesamtwochen, AuszeichnungChartplatzierungen (Jahr, Titel, Platzierungen, Wochen, Auszeichnungen, Anmerkungen) | Anmerkungen                                     |
| Jahr | Titel                                                                 | DE | AT | UK | US | Anmerkungen                                     |
| ---- | --------------------------------------------------------------------- | --- | --- | --- | --- | ----------------------------------------------- |
| 1959 | The Buddy Holly Story                                                 | — | — | UK2 (155 Wo.)UK | US11 Gold · (166 Wo.)US | mit The Crickets                                |
| 1960 | The Buddy Holly Story Volume 2                                        | — | — | UK7 (14 Wo.)UK | — |                                                 |
| 1961 | That’ll Be The Day                                                    | — | — | UK5 (14 Wo.)UK | — |                                                 |
| 1963 | Reminiscing                                                           | — | — | UK2 (31 Wo.)UK | US40 (17 Wo.)US |                                                 |
| 1964 | Buddy Holly Showcase                                                  | — | — | UK3 (16 Wo.)UK | — |                                                 |
| 1965 | Buddy in the Hills                                                    | — | — | UK13 (6 Wo.)UK | — |                                                 |
| 1967 | Buddy Holly’s Greatest Hits                                           | — | — | UK9 (50 Wo.)UK | — | Wiedereinstieg 1984                             |
| 1968 | Everlasting Hits                                                      | DE19 (8 Wo.)DE | — | — | — |                                                 |
| 1969 | Giant                                                                 | — | — | UK14 (1 Wo.)UK | — |                                                 |
| 1978 | Seine 20 größten Hits / 20 Golden Greats                              | DE1 (12 Wo.)DE | — | UK1 Platin · (20 Wo.)UK | US55 Gold · (12 Wo.)US | mit The Crickets                                |
| 1989 | True Love Ways                                                        | — | — | UK8 Gold · (11 Wo.)UK | — |                                                 |
| 1993 | Words Of Love                                                         | — | — | UK1 Gold · (9 Wo.)UK | — | mit The Crickets                                |
| 1996 | The Very Best Of                                                      | — | — | UK13 Gold · (17 Wo.)UK | — | Wiedereinstieg in 2009 mit Höchstplatzierung 13 |
| 1999 | The Very Best Of                                                      | — | — | UK25 Gold · (4 Wo.)UK | — | mit The Crickets                                |
| 2008 | Not Fade Away                                                         | — | — | — | US101 (4 Wo.)US |                                                 |
| 2012 | The Best Of Buddy Holly: 20 Century Masters The Millennium Collection | — | — | UK— GoldUK | US157 (2 Wo.)US |                                                 |
| 2018 | True Love Ways                                                        | — | — | UK10 Gold · (13 Wo.)UK | — | mit Royal Philharmonic Orchestra                |

grau schraffiert: keine Chartdaten aus diesem Jahr verfügbar

### Singles
| Jahr | Titel Album                           | Höchstplatzierung, Gesamtwochen, AuszeichnungChartplatzierungen (Jahr, Titel, Album, Platzierungen, Wochen, Auszeichnungen, Anmerkungen) | Höchstplatzierung, Gesamtwochen, AuszeichnungChartplatzierungen (Jahr, Titel, Album, Platzierungen, Wochen, Auszeichnungen, Anmerkungen) | Höchstplatzierung, Gesamtwochen, AuszeichnungChartplatzierungen (Jahr, Titel, Album, Platzierungen, Wochen, Auszeichnungen, Anmerkungen) | Höchstplatzierung, Gesamtwochen, AuszeichnungChartplatzierungen (Jahr, Titel, Album, Platzierungen, Wochen, Auszeichnungen, Anmerkungen) | Anmerkungen               |
| Jahr | Titel Album                           | DE | AT | UK | US | Anmerkungen               |
| ---- | ------------------------------------- | --- | --- | --- | --- | ------------------------- |
| 1957 | Peggy Sue –                           | — | — | UK6 (17 Wo.)UK | — |                           |
| 1958 | Listen to Me –                        | — | — | UK16 (2 Wo.)UK | — |                           |
| 1958 | Rave On –                             | DE30 (2 Wo.)DE | — | UK5 (14 Wo.)UK | — | in DE erst 1968 platziert |
| 1958 | Early in the Morning –                | — | — | UK17 (4 Wo.)UK | US32 (7 Wo.)US |                           |
| 1959 | Heartbeat –                           | — | — | UK30 (1 Wo.)UK | US82 (4 Wo.)US |                           |
| 1959 | It doesn’t Matter Anymore –           | — | — | UK1 (21 Wo.)UK | US13 (14 Wo.)US |                           |
| 1959 | Raining in my Heart –                 | — | — | — | US88 (2 Wo.)US |                           |
| 1959 | Midnight Shift –                      | — | — | UK26 (3 Wo.)UK | — |                           |
| 1959 | Peggy Sue got Married –               | — | — | UK13 (10 Wo.)UK | — |                           |
| 1960 | Heartbeat [1960] –                    | — | — | UK30 (3 Wo.)UK | — |                           |
| 1960 | True Love Ways –                      | — | — | UK30 (12 Wo.)UK | — | Wiedereinstieg 1988       |
| 1960 | Learning the Game –                   | — | — | UK36 (3 Wo.)UK | — |                           |
| 1961 | What to Do –                          | — | — | UK34 (6 Wo.)UK | — |                           |
| 1961 | Baby I Don’t Care / Valley Of Tears – | — | — | UK12 (14 Wo.)UK | — |                           |
| 1962 | Listen to Me [1962] –                 | — | — | UK48 (1 Wo.)UK | — |                           |
| 1962 | Reminiscing –                         | — | — | UK17 (11 Wo.)UK | — |                           |
| 1963 | Brown Eyed Handsome Man –             | DE19 (8 Wo.)DE | — | UK3 (17 Wo.)UK | — |                           |
| 1963 | Bo Diddley –                          | — | — | UK4 (12 Wo.)UK | — |                           |
| 1963 | Wishing –                             | — | — | UK10 (11 Wo.)UK | — |                           |
| 1963 | What to Do [1963] –                   | — | — | UK27 (8 Wo.)UK | — |                           |
| 1964 | You’ve Got Love –                     | — | — | UK40 (6 Wo.)UK | — | mit The Crickets          |
| 1964 | Love’s Made a Fool of You –           | — | — | UK39 (6 Wo.)UK | — |                           |
| 1968 | Peggy Sue / Rave On –                 | — | — | UK32 (9 Wo.)UK | — |                           |
| 1986 | That’ll be the Day –                  | — | — | UK85 (2 Wo.)UK | US— GoldUS |                           |

grau schraffiert: keine Chartdaten aus diesem Jahr verfügbar

## Coverversionen (Auswahl)
- Paul Anka: It Doesn’t Matter Anymore
- Blind Faith: Well… All Right
- Blondie: I’m Gonna Love You Too (1978)
- John Denver: Everyday
- Erasure: Everyday; True Love Ways
- Flat Duo Jets: Stay Close To Me
- Connie Francis: Rave On
- Phillip Goodhand-Tait: Heartbeat
- Grateful Dead: Not Fade Away
- Justin Hayward: Learning the Game
- Waylon Jennings & Mark Knopfler: Learning the Game (auf dem Album Not Fade Away – Remembering Buddy Holly von 1998)
- Brian May: Maybe Baby (1998)
- Don McLean: Everyday
- Mud: Oh Boy
- Cliff Richard: True Love Ways
- Keith Richards: Learning the Game
- Linda Ronstadt: It’s So Easy; That’ll Be the Day
- Santana: Well… All Right
- Showaddywaddy: Heartbeat
- Slime: Oh Boy
- Status Quo: Not Fade Away
- Bruce Springsteen: Oh Boy
- The Beatles: Words of Love (auf der LP „Beatles for Sale“ von 1964)
- The Beatles: Crying, Waiting, Hoping (auf der LP „Live at the BBC“ von 1996)
- The Everly Brothers: Oh Boy
- The Everly Brothers: That’ll Be the Day
- The Head Cat: mehrere Titel auf dem Album Fool’s Paradise
- The Hollies: Peggy Sue
- The Hollies: That’ll Be the Day
- The Rattles: Crying, Waiting, Hoping (Cryin’, Waitin’, Hopin’ You Come Back)
- The Rolling Stones: Not Fade Away, Learning the Game
- The Searchers: Learning the Game, Listen to Me
- Tanya Tucker: Not Fade Away

## Auszeichnungen für Musikverkäufe
| Goldene Schallplatte - Kanada - 1978: für das Album 20 Golden Greats - Vereinigtes Königreich - 1986: für das Album 20 Love Songs - 2013: für das Album The Best Of - 2013: für das Album The Very Best Of | Platin-Schallplatte - Niederlande - 1979: für das Album All Time Greatest Hits |

Anmerkung: Auszeichnungen in Ländern aus den Charttabellen bzw. Chartboxen sind in ebendiesen zu finden.
| Land/RegionAuszeichnungen für Musikverkäufe (Land/Region, Auszeichnungen, Verkäufe, Quellen) | Silber  | Gold       | Platin     | Verkäufe  | Quellen         |
| -------------------------------------------------------------------------------------------- | ------- | ---------- | ---------- | --------- | --------------- |
| Kanada (MC)                                                                                  | —       | Gold1      | —          | 50.000    | musiccanada.com |
| Niederlande (NVPI)                                                                           | —       | —          | Platin1    | 100.000   | nvpi.nl         |
| Vereinigte Staaten (RIAA)                                                                    | —       | 3× Gold3   | —          | 2.000.000 | riaa.com        |
| Vereinigtes Königreich (BPI)                                                                 | Silber1 | 9× Gold9   | Platin1    | 1.400.000 | bpi.co.uk       |
| Insgesamt                                                                                    | Silber1 | 13× Gold13 | 2× Platin2 |           |                 |

## Film, Musical
- Die Buddy Holly Story (Film)
- Buddy (Musical)